# Piatto (stoviglia)

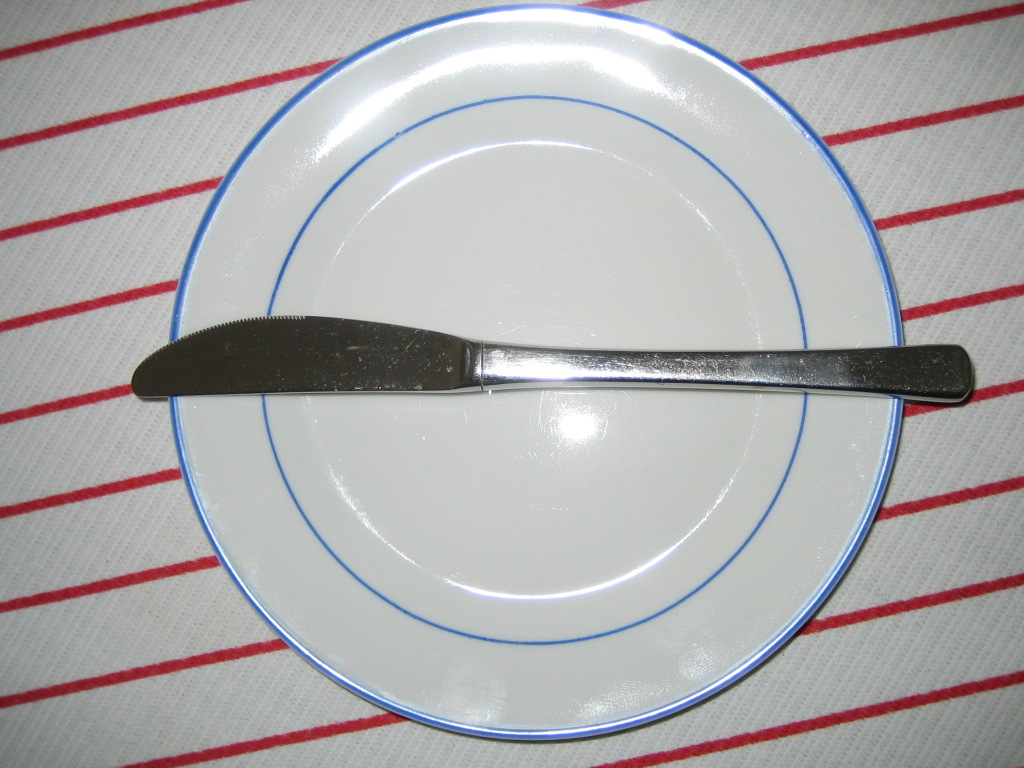
Piatto piano con ala e coltello appoggiato

Il piatto è un tipo di stoviglia usato per contenere cibo. Di forma tradizionalmente tonda, più raramente quadrata o lobata, con un rialzo del bordo che serve a contenere, è l'elemento basilare di un'apparecchiatura.

## Storia
Anteriormente al 1500, sulle tavole europee, ognuno prendeva il cibo da vassoi, ciotole o taglieri comuni posti al centro della tavola, usando le mani o i pochi coltelli e cucchiai di uso comunitario. 
Solamente nel corso del XVI secolo e soprattutto nel XVII si diffuse, nei ceti abbienti, l'usanza di dare a ogni convitato un piatto e le posate. Una delle prime opere a raccontare questa rivoluzione dei costumi è il testo di Erasmo da Rotterdam, pubblicato nel 1530, il De civilitate morum puerilium.

## I piatti oggi
Ve ne sono un'infinita varietà di modelli e dimensioni a seconda dell'uso e delle tradizioni locali. Può avere funzione decorativa, in questo caso non contiene nulla ed è decorato, appeso ai muri è elemento di arredo in tinelli e sale da pranzo, piatti ricordo vengono preparati per commemorazione di avvenimenti o come souvenir. I materiali con cui viene costruito sono principalmente la ceramica e la porcellana, più raramente legno, pietra, metallo, vetro, arcopal. Piatti infrangibili in melammina o altre materie plastiche sono un prodotto relativamente recente, quelli usa e getta in carta o plastica risolvono i problemi igienici nella ristorazione pubblica e nei casi in cui il lavaggio non sia possibile, come nei picnic. I piattini che accompagnano le tazze hanno un circolino ribassato per centrare la posizione e mantenere ferma la tazza. La parte piana che contorna l'orlo del piatto in alcuni modelli si chiama ala.

## Tipi di piatto

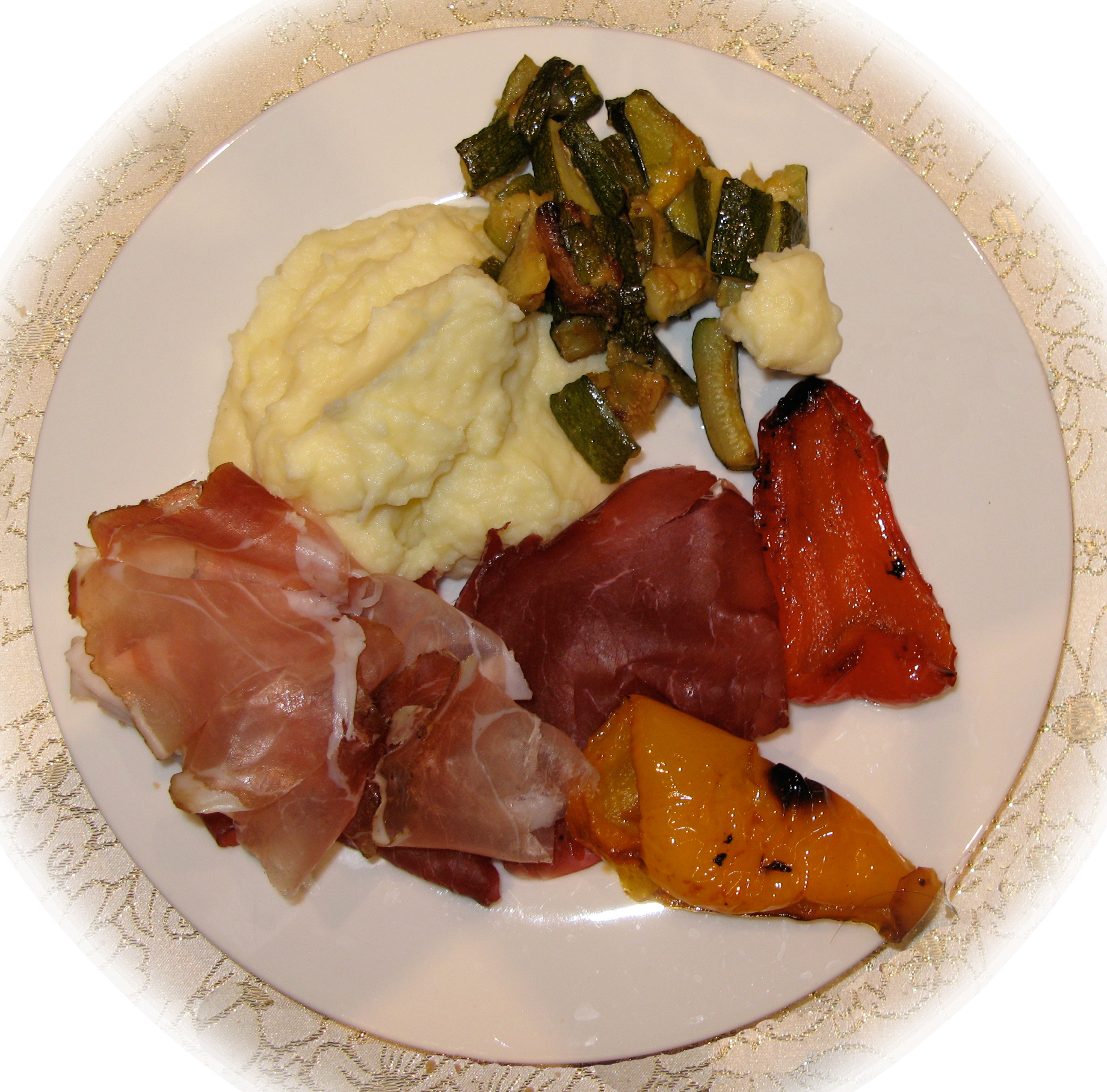
Piatto con un secondo di salumi e verdura.

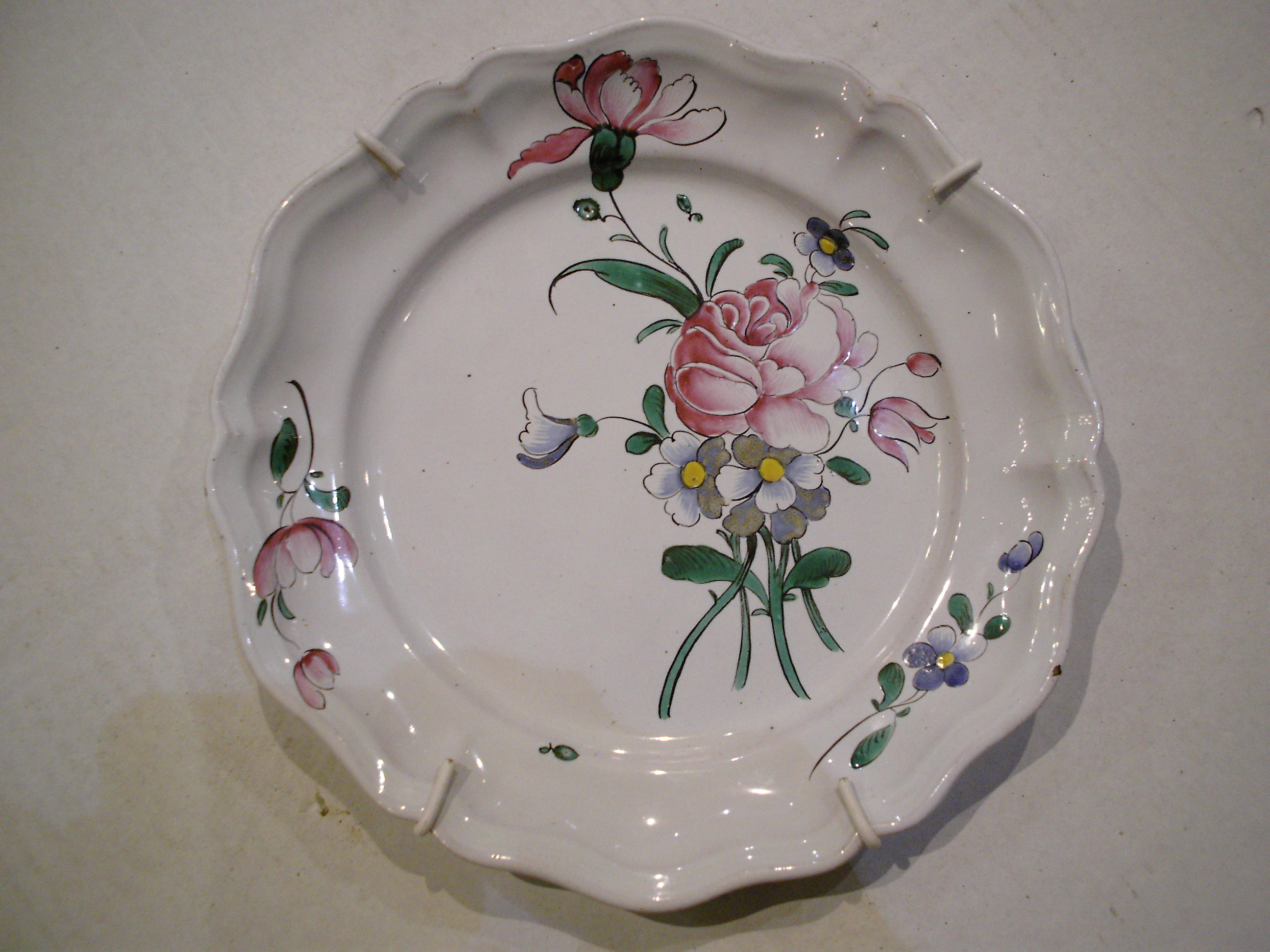
Piatto decorato da Josep Hannong 1762

In un servizio da tavola sono compresi vari tipi di piatto:

### Da tavola
- Piattino per pane, diametro da 14 a 16 cm.
- Piatto da antipasto.
- Piatto piano (o steso), diametro da 24 a 28 cm.
- Piatto piano grande, diametro da 30 a 32 cm.
- Piatto fondo (o fondina), per primi piatti - secondo la cucina italiana - o cibi con alte componenti liquide (zuppe, minestre, brodi).
- Piattino da frutta / dessert, diametro da 19 a 20 cm.
- Sottopiatto, grande da 32 a 33 cm, posto sotto il piatto protegge la tovaglia.

### Da servizio
- Piatto da portata, di grandi dimensioni, rotondo o ovale.
- Raviera, piccolo piatto di forma ovale allungata per antipasti.
- Per polenta, in legno vi si rovescia la polenta direttamente dal paiolo.

### Speciali
- Per asparagi, con una fossetta per il burro fuso.
- Per fondue bourguignonne, con molti scomparti per le salse.
- Per lumache, ha delle conchine per contenere le lumache cotte col guscio.
- Presentatoio.

## Decorativi
- Piatto da parata